# Jaylin Airington
Jaylin Airington (East Chicago, 13 marzo 1993) è un cestista statunitense.

## Palmarès
- Campionato polacco: 1

Włocławek: 2017-18
- Coppa d'Ungheria: 1

Szolnoki Olaj: 2019
- Supercoppa polacca: 1

Włocławek: 2017